# Torneo Clausura 2025 de Primera A (Liga Chacarera)
El Torneo Clausura 2025 de Primera División A, organizado por la Liga Chacarera de Fútbol, será el segundo y último torneo de la temporada 2025 en dicha categoría. Iniciará el 29 de agosto y finalizará el 16 de noviembre.
Lo disputarán los dieciséis equipos afiliados a la Liga Chacarera. El campeón obtendrá la clasificación al Torneo Provincial de Fútbol 2026.
Para esta temporada se decidió unificar las categorías, es decir los 10 equipos pertenecientes a la División Mayor del fútbol chacarero, más los 6 restantes de la Segunda División.
El armado de las zonas, la forma de disputa y los emparejamientos para la Fecha de Clásicos fueron definidos el lunes 4 de agosto.
El sorteo del fixture se llevó a cabo el 18 de agosto.

## Formato
Primera ronda
Los 16 equipos estarán divididos en dos zonas de ocho equipos y jugarán 8 partidos cada uno a lo largo de 8 fechas, a una sola rueda, bajo el sistema de todos contra todos. En este torneo se usará el sistema de puntos, de acuerdo a la reglamentación de la Internacional F. A. Board, asignándose tres puntos al equipo que resulte ganador, un punto a cada uno en caso de empate y cero puntos al perdedor.
Los equipos que finalicen del 1.° al 4.° puesto de cada zona, clasificarán a Cuartos de final de la Copa Oro por un lugar en el Torneo Provincial 2026. Mientras que los ubicados del 5.° al 8.° lugar de cada zona jugarán la Copa Plata, en dónde el ganador se llevará un premio económico.
Criterio de desempate en igualdad de puntos
- En el caso de igualdad de puntos entre dos o más equipos para determinar cualquier ubicación en la tabla de posiciones, se aplicará el siguiente sistema:

En favor del equipo que, considerando exclusivamente los partidos disputados contra aquel o aquellos con los que hubiera empatado la posición, hubiera obtenido mayor cantidad de puntos o, en caso de empate, en el siguiente orden:
1. Mayor diferencia de goles.
2. Mayor cantidad de goles a favor.
3. Diferencia de goles (Tabla general)
4. Cantidad de goles a favor (Tabla general)
5. Otro sistema de desempate establecido por el Consejo Directivo.

Copa Plata
Para la Copa Plata clasificarán ocho equipos, los cuatro peores de cada zona. Las tres rondas se disputarán por eliminación directa a un solo partido en sede neutral, en dónde en caso de igualdad en los 90' de juego se definirá mediante tiros desde el punto penal.
- Cuartos de final: estará integrada por ocho equipos, los ubicados del quinto al octavo lugar de cada zona. Los cuatro ganadores clasifican a Semifinales.

- Semifinales: estará integrada por los cuatro equipos clasificados de Cuartos de final. Los dos ganadores clasifican a la Final.

- Final: estará integrada por los dos equipos ganadores de Semifinales. El ganador se llevará un importante premio económico.

Copa  Oro
Para la Copa Oro clasificarán ocho equipos, los cuatro mejores de cada zona. Las tres rondas se disputarán por eliminación directa a un solo partido en sede neutral, en dónde en caso de igualdad en los 90' de juego se definirá mediante tiros desde el punto penal.
- Cuartos de final: estará integrada por ocho equipos, los ubicados del primer al cuarto lugar de cada zona. Los cuatro ganadores clasifican a Semifinales.

- Semifinales: estará integrada por los cuatro equipos clasificados de Cuartos de final. Los dos ganadores clasifican a la Final.

- Final: estará integrada por los dos equipos ganadores de Semifinales. El ganador se consagrará campeón y se quedará con la segunda plaza al Torneo Provincial 2026.

## Sorteo
Se llevó a cabo el 4 de agosto a partir de las 21:30. Los equipos se agruparon, previa formación de parejas (la mayoría de ellas las que disputan clásicos), colocando a cada uno de los componentes de las mismas en zonas distintas.
| Emparejamientos             | Emparejamientos           |
| --------------------------- | ------------------------- |
| Obreros de San Isidro       | San Martín (El Bañado)    |
| Independiente (San Antonio) | Juventud Unida (La Falda) |
| Deportivo La Carrera        | Deportivo Las Pirquitas   |
| Atlético La Tercena         | Defensores de Esquiú      |
| Ateneo Mariano Moreno       | Coronel Daza              |
| Deportivo Sumalao           | Los Sureños               |
| Social Rojas                | Sportivo Villa Dolores    |
| Deportivo La Merced         | Social San Antonio        |

## Equipos participantes
| Zona | Equipo                                          | Ciudad                    | Departamento        | Fundación               |
| ---- | ----------------------------------------------- | ------------------------- | ------------------- | ----------------------- |
| A    | Club Atlético La Tercena                        | La Tercena                | Fray Mamerto Esquiú | 18 de junio de 1933     |
| A    | Club Deportivo Coronel Daza                     | Banda de Varela           | Capital             | 12 de octubre de 1930   |
| A    | Club Social, Cultural y Deportivo Las Pirquitas | Las Pirquitas             | Fray Mamerto Esquiú | 17 de enero de 1983     |
| A    | Club Deportivo Sumalao                          | Sumalao                   | Valle Viejo         | 15 de marzo de 1926     |
| A    | Club Deportivo Juventud Unida                   | La Falda de San Antonio   | Fray Mamerto Esquiú | 5 de julio de 1948      |
| A    | Club Atlético San Martín                        | El Bañado                 | Valle Viejo         | 3 de abril de 1942      |
| A    | Club Social y Deportivo San Antonio             | San Antonio               | Fray Mamerto Esquiú | 28 de mayo de 1940      |
| A    | Club Sportivo Villa Dolores                     | Villa Dolores             | Valle Viejo         | 18 de junio de 1933     |
| B    | Club Ateneo Mariano Moreno                      | Villa Dolores             | Valle Viejo         | 17 de julio de 1941     |
| B    | Club Defensores de Esquiú                       | San José de Piedra Blanca | Fray Mamerto Esquiú | 27 de noviembre de 1943 |
| B    | Centro Cultural y Deportivo La Carrera          | La Carrera                | Fray Mamerto Esquiú | 5 de agosto de 1943     |
| B    | Club Social y Deportivo La Merced               | La Merced                 | Paclín              | 25 de mayo de 1936      |
| B    | Club Atlético Independiente                     | San Antonio               | Fray Mamerto Esquiú | 27 de enero de 1950     |
| B    | Club Sportivo Los Sureños                       | Pozo El Mistol            | Valle Viejo         | 5 de junio de 1959      |
| B    | Club Obreros de San Isidro                      | San Isidro                | Valle Viejo         | 6 de octubre de 1932    |
| B    | Club Sportivo Social Rojas                      | Santa Rosa                | Valle Viejo         | 25 de junio de 1933     |

### Distribución geográfica de los equipos
| Departamento        | Cant. | Equipos |
| ------------------- | ----- | --- |
| Fray Mamerto Esquiú | 7     | Atlético La Tercena, Defensores de Esquiú, Deportivo La Carrera, Deportivo Las Pirquitas, Independiente (San Antonio), Juventud Unida (La Falda) y Social San Antonio |
| Valle Viejo         | 7     | Ateneo Mariano Moreno, Deportivo Sumalao, Los Sureños, Obreros de San Isidro, San Martín (El Bañado), Social Rojas y Sportivo Villa Dolores                           |
| Capital             | 1     | Coronel Daza |
| Paclín              | 1     | Deportivo La Merced |

## Primera ronda

### Zona A

#### Tabla de posiciones
| Pos. | Equipo                    | Pts. | PJ | G | E | P | GF | GC | Dif. | Clasificación |
| ---- | ------------------------- | ---- | -- | - | - | - | -- | -- | ---- | ------------- |
| 1    | Atlético La Tercena       | 0    | 0  | 0 | 0 | 0 | 0  | 0  | 0    | Copa Oro      |
| 2    | Coronel Daza              | 0    | 0  | 0 | 0 | 0 | 0  | 0  | 0    | Copa Oro      |
| 3    | Deportivo Las Pirquitas   | 0    | 0  | 0 | 0 | 0 | 0  | 0  | 0    | Copa Oro      |
| 4    | Deportivo Sumalao         | 0    | 0  | 0 | 0 | 0 | 0  | 0  | 0    | Copa Oro      |
| 5    | Juventud Unida (La Falda) | 0    | 0  | 0 | 0 | 0 | 0  | 0  | 0    | Copa Plata    |
| 6    | San Martín (El Bañado)    | 0    | 0  | 0 | 0 | 0 | 0  | 0  | 0    | Copa Plata    |
| 7    | Social San Antonio        | 0    | 0  | 0 | 0 | 0 | 0  | 0  | 0    | Copa Plata    |
| 8    | Sportivo Villa Dolores    | 0    | 0  | 0 | 0 | 0 | 0  | 0  | 0    | Copa Plata    |

Actualizado a los partidos jugados el agosto de 2025.
 Fuente: Pasión Chacarera Deportes

#### Evolución de las posiciones
| Equipo / Fecha          | 1 | 2 | 3 | FC | 4 | 5 | 6 | 7 |
| ----------------------- | - | - | - | -- | - | - | - | - |
| Atlético La Tercena     | 1 | - | - | -  | - | - | - | - |
| Coronel Daza            | 2 | - | - | -  | - | - | - | - |
| Deportivo Las Pirquitas | 3 | - | - | -  | - | - | - | - |
| Deportivo Sumalao       | 4 | - | - | -  | - | - | - | - |
| Juventud Unida (LF)     | 5 | - | - | -  | - | - | - | - |
| San Martín (EB)         | 6 | - | - | -  | - | - | - | - |
| Social San Antonio      | 7 | - | - | -  | - | - | - | - |
| Sportivo Villa Dolores  | 8 | - | - | -  | - | - | - | - |

|  |

#### Tabla de resultados cruzados
| Local \ Visitante         | ALT | CDA | DLP | SUM | JUV | SMA | SSA | SVD |
| ------------------------- | --- | --- | --- | --- | --- | --- | --- | --- |
| Atlético La Tercena       |     | -   | -   | -   |     |     | -   |     |
| Coronel Daza              |     |     | -   |     | -   | -   |     | -   |
| Deportivo Las Pirquitas   |     |     |     | -   |     | -   | -   |     |
| Deportivo Sumalao         |     | -   |     |     | -   | -   |     |     |
| Juventud Unida (La Falda) | -   |     | -   |     |     | -   |     | -   |
| San Martín (El Bañado)    | -   |     |     |     |     |     | -   | -   |
| Social San Antonio        |     | -   |     | -   | -   |     |     |     |
| Sportivo Villa Dolores    | -   |     | -   | -   |     |     | -   |     |

### Zona B

#### Tabla de posiciones
| Pos. | Equipo                      | Pts. | PJ | G | E | P | GF | GC | Dif. | Clasificación |
| ---- | --------------------------- | ---- | -- | - | - | - | -- | -- | ---- | ------------- |
| 1    | Ateneo Mariano Moreno       | 0    | 0  | 0 | 0 | 0 | 0  | 0  | 0    | Copa Oro      |
| 2    | Defensores de Esquiú        | 0    | 0  | 0 | 0 | 0 | 0  | 0  | 0    | Copa Oro      |
| 3    | Deportivo La Carrera        | 0    | 0  | 0 | 0 | 0 | 0  | 0  | 0    | Copa Oro      |
| 4    | Deportivo La Merced         | 0    | 0  | 0 | 0 | 0 | 0  | 0  | 0    | Copa Oro      |
| 5    | Independiente (San Antonio) | 0    | 0  | 0 | 0 | 0 | 0  | 0  | 0    | Copa Plata    |
| 6    | Los Sureños                 | 0    | 0  | 0 | 0 | 0 | 0  | 0  | 0    | Copa Plata    |
| 7    | Obreros de San Isidro       | 0    | 0  | 0 | 0 | 0 | 0  | 0  | 0    | Copa Plata    |
| 8    | Social Rojas                | 0    | 0  | 0 | 0 | 0 | 0  | 0  | 0    | Copa Plata    |

Actualizado a los partidos jugados el agosto de 2025.
 Fuente: Pasión Chacarera Deportes

#### Evolución de las posiciones
| Equipo / Fecha        | 1 | 2 | 3 | FC | 4 | 5 | 6 | 7 |
| --------------------- | - | - | - | -- | - | - | - | - |
| Ateneo Mariano Moreno | 1 | - | - | -  | - | - | - | - |
| Defensores de Esquiú  | 2 | - | - | -  | - | - | - | - |
| Deportivo La Carrera  | 3 | - | - | -  | - | - | - | - |
| Deportivo La Merced   | 4 | - | - | -  | - | - | - | - |
| Independiente (SA)    | 5 | - | - | -  | - | - | - | - |
| Los Sureños           | 6 | - | - | -  | - | - | - | - |
| Obreros de San Isidro | 7 | - | - | -  | - | - | - | - |
| Social Rojas          | 8 | - | - | -  | - | - | - | - |

|  |

#### Tabla de resultados cruzados
| Local \ Visitante     | AMM | DEF | DLC | DLM | IND | LSU | OSI | SRO |
| --------------------- | --- | --- | --- | --- | --- | --- | --- | --- |
| Ateneo Mariano Moreno |     | -   |     | -   |     |     |     | -   |
| Defensores de Esquiú  |     |     | -   | -   |     | -   |     | -   |
| Deportivo La Carrera  | -   |     |     |     | -   |     | -   |     |
| Deportivo La Merced   |     |     | -   |     | -   | -   |     | -   |
| Independiente (SA)    | -   | -   |     |     |     | -   | -   |     |
| Los Sureños           | -   |     | -   |     |     |     |     | -   |
| Obreros de San Isidro | -   | -   |     | -   |     | -   |     |     |
| Social Rojas          |     |     | -   |     | -   |     | -   |     |

### Resultados
| Fecha 1                     | Fecha 1   | Fecha 1                   | Fecha 1                   | Fecha 1 | Fecha 1 |
| Local                       | Resultado | Visita                    | Estadio                   | Fecha   | Hora    |
| Zona A                      | Zona A    | Zona A                    | Zona A                    | Zona A  | Zona A  |
| --------------------------- | --------- | ------------------------- | ------------------------- | ------- | ------- |
| San Martín (El Bañado)      | -         | Social San Antonio        |                           |         |         |
| Coronel Daza                | -         | Deportivo Las Pirquitas   | Jorge César Vargas        |         |         |
| Sportivo Villa Dolores      | -         | Atlético La Tercena       |                           |         |         |
| Deportivo Sumalao           | -         | Juventud Unida (La Falda) |                           |         |         |
| Zona B                      |           |                           |                           |         |         |
| Ateneo Mariano Moreno       | -         | Social Rojas              |                           |         |         |
| Independiente (San Antonio) | -         | Los Sureños               |                           |         |         |
| Defensores de Esquiú        | -         | Deportivo La Merced       | Club Defensores de Esquiú |         |         |
| Deportivo La Carrera        | -         | Obreros de San Isidro     |                           |         |         |

| Fecha 2                   | Fecha 2   | Fecha 2                     | Fecha 2                | Fecha 2 | Fecha 2 |
| Local                     | Resultado | Visita                      | Estadio                | Fecha   | Hora    |
| Zona A                    | Zona A    | Zona A                      | Zona A                 | Zona A  | Zona A  |
| ------------------------- | --------- | --------------------------- | ---------------------- | ------- | ------- |
| Social San Antonio        | -         | Deportivo Sumalao           |                        |         |         |
| Juventud Unida (La Falda) | -         | Sportivo Villa Dolores      |                        |         |         |
| Atlético La Tercena       | -         | Coronel Daza                |                        |         |         |
| Deportivo Las Pirquitas   | -         | San Martín (El Bañado)      | CSCD Las Pirquitas     |         |         |
| Zona B                    |           |                             |                        |         |         |
| Social Rojas              | -         | Deportivo La Carrera        |                        |         |         |
| Obreros de San Isidro     | -         | Defensores de Esquiú        |                        |         |         |
| Deportivo La Merced       | -         | Independiente (San Antonio) | Diego Armando Maradona |         |         |
| Los Sureños               | -         | Ateneo Mariano Moreno       |                        |         |         |

| Fecha 3                     | Fecha 3   | Fecha 3                   | Fecha 3                   | Fecha 3 | Fecha 3 |
| Local                       | Resultado | Visita                    | Estadio                   | Fecha   | Hora    |
| Zona A                      | Zona A    | Zona A                    | Zona A                    | Zona A  | Zona A  |
| --------------------------- | --------- | ------------------------- | ------------------------- | ------- | ------- |
| Coronel Daza                | -         | Juventud Unida (La Falda) | Jorge César Vargas        |         |         |
| Sportivo Villa Dolores      | -         | Social San Antonio        |                           |         |         |
| Deportivo Sumalao           | -         | San Martín (El Bañado)    |                           |         |         |
| Atlético La Tercena         | -         | Deportivo Las Pirquitas   |                           |         |         |
| Zona B                      |           |                           |                           |         |         |
| Independiente (San Antonio) | -         | Obreros de San Isidro     |                           |         |         |
| Defensores de Esquiú        | -         | Social Rojas              | Club Defensores de Esquiú |         |         |
| Deportivo La Carrera        | -         | Ateneo Mariano Moreno     |                           |         |         |
| Deportivo La Merced         | -         | Los Sureños               | Diego Armando Maradona    |         |         |

| Fecha de los Clásicos       | Fecha de los Clásicos | Fecha de los Clásicos     | Fecha de los Clásicos    | Fecha de los Clásicos | Fecha de los Clásicos |
| Local                       | Resultado             | Visita                    | Estadio                  | Fecha                 | Hora                  |
| --------------------------- | --------------------- | ------------------------- | ------------------------ | --------------------- | --------------------- |
| San Martín (El Bañado)      | -                     | Obreros de San Isidro     | Primo Antonio Prevedello | 20 de septiembre      |                       |
| Independiente (San Antonio) | -                     | Juventud Unida (La Falda) | Primo Antonio Prevedello | 20 de septiembre      |                       |
| Deportivo Las Pirquitas     | -                     | Deportivo La Carrera      | Primo Antonio Prevedello | 20 de septiembre      |                       |
| Atlético La Tercena         | -                     | Defensores de Esquiú      | Primo Antonio Prevedello | 20 de septiembre      |                       |
| Ateneo Mariano Moreno       | -                     | Coronel Daza              | Primo Antonio Prevedello | 20 de septiembre      |                       |
| Los Sureños                 | -                     | Deportivo Sumalao         | Primo Antonio Prevedello | 20 de septiembre      |                       |
| Sportivo Villa Dolores      | -                     | Social Rojas              | Primo Antonio Prevedello | 20 de septiembre      |                       |
| Deportivo La Merced         | -                     | Social San Antonio        | Primo Antonio Prevedello | 20 de septiembre      |                       |

| Fecha 4                   | Fecha 4   | Fecha 4                     | Fecha 4            | Fecha 4 | Fecha 4 |
| Local                     | Resultado | Visita                      | Estadio            | Fecha   | Hora    |
| Zona A                    | Zona A    | Zona A                      | Zona A             | Zona A  | Zona A  |
| ------------------------- | --------- | --------------------------- | ------------------ | ------- | ------- |
| San Martín (El Bañado)    | -         | Sportivo Villa Dolores      |                    |         |         |
| Social San Antonio        | -         | Coronel Daza                |                    |         |         |
| Juventud Unida (La Falda) | -         | Atlético La Tercena         |                    |         |         |
| Deportivo Las Pirquitas   | -         | Deportivo Sumalao           | CSCD Las Pirquitas |         |         |
| Zona B                    |           |                             |                    |         |         |
| Ateneo Mariano Moreno     | -         | Defensores de Esquiú        |                    |         |         |
| Social Rojas              | -         | Independiente (San Antonio) |                    |         |         |
| Obreros de San Isidro     | -         | Deportivo La Merced         |                    |         |         |
| Los Sureños               | -         | Deportivo La Carrera        |                    |         |         |

| Fecha 5                     | Fecha 5   | Fecha 5                 | Fecha 5                   | Fecha 5 | Fecha 5 |
| Local                       | Resultado | Visita                  | Estadio                   | Fecha   | Hora    |
| Zona A                      | Zona A    | Zona A                  | Zona A                    | Zona A  | Zona A  |
| --------------------------- | --------- | ----------------------- | ------------------------- | ------- | ------- |
| Coronel Daza                | -         | San Martín (El Bañado)  | Jorge César Vargas        |         |         |
| Sportivo Villa Dolores      | -         | Deportivo Sumalao       |                           |         |         |
| Juventud Unida (La Falda)   | -         | Deportivo Las Pirquitas |                           |         |         |
| Atlético La Tercena         | -         | Social San Antonio      |                           |         |         |
| Zona B                      |           |                         |                           |         |         |
| Independiente (San Antonio) | -         | Ateneo Mariano Moreno   |                           |         |         |
| Defensores de Esquiú        | -         | Deportivo La Carrera    | Club Defensores de Esquiú |         |         |
| Obreros de San Isidro       | -         | Los Sureños             |                           |         |         |
| Deportivo La Merced         | -         | Social Rojas            | Diego Armando Maradona    |         |         |

| Fecha 6                | Fecha 6   | Fecha 6                     | Fecha 6                   | Fecha 6 | Fecha 6 |
| Local                  | Resultado | Visita                      | Estadio                   | Fecha   | Hora    |
| Zona A                 | Zona A    | Zona A                      | Zona A                    | Zona A  | Zona A  |
| ---------------------- | --------- | --------------------------- | ------------------------- | ------- | ------- |
| San Martín (El Bañado) | -         | Atlético La Tercena         |                           |         |         |
| Social San Antonio     | -         | Juventud Unida (La Falda)   |                           |         |         |
| Sportivo Villa Dolores | -         | Deportivo Las Pirquitas     |                           |         |         |
| Deportivo Sumalao      | -         | Coronel Daza                |                           |         |         |
| Zona B                 |           |                             |                           |         |         |
| Ateneo Mariano Moreno  | -         | Deportivo La Merced         |                           |         |         |
| Social Rojas           | -         | Obreros de San Isidro       |                           |         |         |
| Defensores de Esquiú   | -         | Los Sureños                 | Club Defensores de Esquiú |         |         |
| Deportivo La Carrera   | -         | Independiente (San Antonio) |                           |         |         |

| Fecha 7                     | Fecha 7   | Fecha 7                | Fecha 7                | Fecha 7 | Fecha 7 |
| Local                       | Resultado | Visita                 | Estadio                | Fecha   | Hora    |
| Zona A                      | Zona A    | Zona A                 | Zona A                 | Zona A  | Zona A  |
| --------------------------- | --------- | ---------------------- | ---------------------- | ------- | ------- |
| Coronel Daza                | -         | Sportivo Villa Dolores | Jorge César Vargas     |         |         |
| Juventud Unida (La Falda)   | -         | San Martín (El Bañado) |                        |         |         |
| Atlético La Tercena         | -         | Deportivo Sumalao      |                        |         |         |
| Deportivo Las Pirquitas     | -         | Social San Antonio     | CSCD Las Pirquitas     |         |         |
| Zona B                      |           |                        |                        |         |         |
| Independiente (San Antonio) | -         | Defensores de Esquiú   |                        |         |         |
| Obreros de San Isidro       | -         | Ateneo Mariano Moreno  |                        |         |         |
| Deportivo La Merced         | -         | Deportivo La Carrera   | Diego Armando Maradona |         |         |
| Los Sureños                 | -         | Social Rojas           |                        |         |         |

|  |

## Copa Plata
La Copa Plata se jugará a un solo partido con el sistema de eliminación directa, en el cual participarán 8 equipos, es decir los 4 peores de cada zona. El ganador de la Final se llevará un importante premio económico.

### Cuadro de desarrollo
|  | Cuartos de final   | Cuartos de final   |  |  | Semifinales    | Semifinales    |  |  | Final           | Final           |  |
|  | 1 y 2 de noviembre | 1 y 2 de noviembre |  |  | 9 de noviembre | 9 de noviembre |  |  | 16 de noviembre | 16 de noviembre |  |
|  |                    |                    |  |  |                |                |  |  |                 |                 |  |
|  |                    |                    |  |  |                |                |  |  |                 |                 |  |
|  | 5º Zona A          |                    |  |  |                |                |  |  |                 |                 |  |
|  |                    |                    |  |  |                |                |  |  |                 |                 |  |
|  | 8º Zona B          |                    |  |  |                |                |  |  |                 |                 |  |
|  |                    |                    |  |  |                |                |  |  |                 |                 |  |
|  |                    |                    |  |  |                |                |  |  |                 |                 |  |
|  |                    |                    |  |  |                |                |  |  |                 |                 |  |
|  | 6º Zona B          |                    |  |  |                |                |  |  |                 |                 |  |
|  |                    |                    |  |  |                |                |  |  |                 |                 |  |
|  | 7º Zona A          |                    |  |  |                |                |  |  |                 |                 |  |
|  |                    |                    |  |  |                |                |  |  |                 |                 |  |
|  |                    |                    |  |  |                |                |  |  |                 |                 |  |
|  |                    |                    |  |  |                |                |  |  |                 |                 |  |
|  | 5º Zona B          |                    |  |  |                |                |  |  |                 |                 |  |
|  |                    |                    |  |  |                |                |  |  |                 |                 |  |
|  | 8º Zona A          |                    |  |  |                |                |  |  |                 |                 |  |
|  |                    |                    |  |  |                |                |  |  |                 |                 |  |
|  |                    |                    |  |  |                |                |  |  |                 |                 |  |
|  |                    |                    |  |  |                |                |  |  |                 |                 |  |
|  | 6º Zona A          |                    |  |  |                |                |  |  |                 |                 |  |
|  |                    |                    |  |  |                |                |  |  |                 |                 |  |
|  | 7º Zona B          |                    |  |  |                |                |  |  |                 |                 |  |
|  |                    |                    |  |  |                |                |  |  |                 |                 |  |
|  |                    |                    |  |  |                |                |  |  |                 |                 |  |

Nota: En caso de igualar en los 90' de juego, se definirá mediante tiros desde el punto penal.
|  |

### Cuartos de final
| 2 de noviembre |  | - |  | Estadio Primo Antonio Prevedello, San Isidro |  |

| 2 de noviembre |  | - |  | Estadio Primo Antonio Prevedello, San Isidro |  |

| 2 de noviembre |  | - |  | Estadio Primo Antonio Prevedello, San Isidro |  |

| 2 de noviembre |  | - |  | Estadio Primo Antonio Prevedello, San Isidro |  |

### Semifinales
| 9 de noviembre |  | - |  | Estadio Primo Antonio Prevedello, San Isidro |  |

| 9 de noviembre |  | - |  | Estadio Primo Antonio Prevedello, San Isidro |  |

### Final
| 16 de noviembre |  | - |  | Estadio Primo Antonio Prevedello, San Isidro |  |

## Copa Oro
La Copa Oro se jugará a un solo partido con el sistema de eliminación directa, en el cual participarán 8 equipos, los 4 mejores de cada zona. El ganador de la Final clasificará al Torneo Provincial de Fútbol 2026.

### Cuadro de desarrollo
|  | Cuartos de final   | Cuartos de final   |  |  | Semifinales    | Semifinales    |  |  | Final           | Final           |  |
|  | 1 y 2 de noviembre | 1 y 2 de noviembre |  |  | 9 de noviembre | 9 de noviembre |  |  | 16 de noviembre | 16 de noviembre |  |
|  |                    |                    |  |  |                |                |  |  |                 |                 |  |
|  |                    |                    |  |  |                |                |  |  |                 |                 |  |
|  | 1º Zona A          |                    |  |  |                |                |  |  |                 |                 |  |
|  |                    |                    |  |  |                |                |  |  |                 |                 |  |
|  | 4º Zona B          |                    |  |  |                |                |  |  |                 |                 |  |
|  |                    |                    |  |  |                |                |  |  |                 |                 |  |
|  |                    |                    |  |  |                |                |  |  |                 |                 |  |
|  |                    |                    |  |  |                |                |  |  |                 |                 |  |
|  | 2º Zona B          |                    |  |  |                |                |  |  |                 |                 |  |
|  |                    |                    |  |  |                |                |  |  |                 |                 |  |
|  | 3º Zona A          |                    |  |  |                |                |  |  |                 |                 |  |
|  |                    |                    |  |  |                |                |  |  |                 |                 |  |
|  |                    |                    |  |  |                |                |  |  |                 |                 |  |
|  |                    |                    |  |  |                |                |  |  |                 |                 |  |
|  | 1º Zona B          |                    |  |  |                |                |  |  |                 |                 |  |
|  |                    |                    |  |  |                |                |  |  |                 |                 |  |
|  | 4º Zona A          |                    |  |  |                |                |  |  |                 |                 |  |
|  |                    |                    |  |  |                |                |  |  |                 |                 |  |
|  |                    |                    |  |  |                |                |  |  |                 |                 |  |
|  |                    |                    |  |  |                |                |  |  |                 |                 |  |
|  | 2º Zona A          |                    |  |  |                |                |  |  |                 |                 |  |
|  |                    |                    |  |  |                |                |  |  |                 |                 |  |
|  | 3º Zona B          |                    |  |  |                |                |  |  |                 |                 |  |
|  |                    |                    |  |  |                |                |  |  |                 |                 |  |
|  |                    |                    |  |  |                |                |  |  |                 |                 |  |

Nota: En caso de igualar en los 90' de juego, se definirá mediante tiros desde el punto penal.
|  |

### Cuartos de final
| 2 de noviembre |  | - |  | Estadio Primo Antonio Prevedello, San Isidro |  |

| 2 de noviembre |  | - |  | Estadio Primo Antonio Prevedello, San Isidro |  |

| 2 de noviembre |  | - |  | Estadio Primo Antonio Prevedello, San Isidro |  |

| 2 de noviembre |  | - |  | Estadio Primo Antonio Prevedello, San Isidro |  |

### Semifinales
| 9 de noviembre |  | - |  | Estadio Primo Antonio Prevedello, San Isidro |  |

| 9 de noviembre |  | - |  | Estadio Primo Antonio Prevedello, San Isidro |  |

### Final
| 16 de noviembre |  | - |  | Estadio Primo Antonio Prevedello, San Isidro |  |

## Estadísticas

### Goleadores
| Jugador                           | Equipo | Goles |
| --------------------------------- | ------ | ----- |
| Bandera de Argentina              |        |       |
| Actualizado al septiembre de 2025 |        |       |

| Bandera de Argentina |

### Clasificación general
Las tablas de rendimiento no reflejan la clasificación final de los equipos, sino que muestran el rendimiento de los mismos atendiendo a la ronda final alcanzada.
Si algún partido se define mediante tiros de penal, el resultado final del juego se considera empate.
El rendimiento corresponde a la proporción de puntos obtenidos sobre el total de puntos disputados.
| Pos. | Equipos                     | Pts. | PJ | PG | PE | PP | GF | GC | Dif. | Rend. |
| ---- | --------------------------- | ---- | -- | -- | -- | -- | -- | -- | ---- | ----- |
| 1    | Ateneo Mariano Moreno       | 0    | 0  | 0  | 0  | 0  | 0  | 0  | 0    | 0%    |
| 2    | Atlético La Tercena         | 0    | 0  | 0  | 0  | 0  | 0  | 0  | 0    | 0%    |
| 3    | Coronel Daza                | 0    | 0  | 0  | 0  | 0  | 0  | 0  | 0    | 0%    |
| 4    | Defensores de Esquiú        | 0    | 0  | 0  | 0  | 0  | 0  | 0  | 0    | 0%    |
| 5    | Deportivo La Carrera        | 0    | 0  | 0  | 0  | 0  | 0  | 0  | 0    | 0%    |
| 6    | Deportivo La Merced         | 0    | 0  | 0  | 0  | 0  | 0  | 0  | 0    | 0%    |
| 7    | Deportivo Las Pirquitas     | 0    | 0  | 0  | 0  | 0  | 0  | 0  | 0    | 0%    |
| 8    | Deportivo Sumalao           | 0    | 0  | 0  | 0  | 0  | 0  | 0  | 0    | 0%    |
| 9    | Independiente (San Antonio) | 0    | 0  | 0  | 0  | 0  | 0  | 0  | 0    | 0%    |
| 10   | Juventud Unida (La Falda)   | 0    | 0  | 0  | 0  | 0  | 0  | 0  | 0    | 0%    |
| 11   | Los Sureños                 | 0    | 0  | 0  | 0  | 0  | 0  | 0  | 0    | 0%    |
| 12   | Obreros de San Isidro       | 0    | 0  | 0  | 0  | 0  | 0  | 0  | 0    | 0%    |
| 13   | San Martín (El Bañado)      | 0    | 0  | 0  | 0  | 0  | 0  | 0  | 0    | 0%    |
| 14   | Social Rojas                | 0    | 0  | 0  | 0  | 0  | 0  | 0  | 0    | 0%    |
| 15   | Social San Antonio          | 0    | 0  | 0  | 0  | 0  | 0  | 0  | 0    | 0%    |
| 16   | Sportivo Villa Dolores      | 0    | 0  | 0  | 0  | 0  | 0  | 0  | 0    | 0%    |

### Promedio de goles
| Jornada                       | Goles | PJ | Promedio |
| ----------------------------- | ----- | -- | -------- |
| Fecha 1                       |       |    | 0        |
| Fecha 2                       |       |    | 0        |
| Fecha 3                       |       |    | 0        |
| Fecha de los Clásicos         |       |    | 0        |
| Fecha 4                       |       |    | 0        |
| Fecha 5                       |       |    | 0        |
| Fecha 6                       |       |    | 0        |
| Fecha 7                       |       |    | 0        |
| Cuartos de final (Copa Plata) |       |    | 0        |
| Cuartos de final (Copa Oro)   |       |    | 0        |
| Semifinales (Copa Plata)      |       |    | 0        |
| Semifinales (Copa Oro)        |       |    | 0        |
| Final (Copa Plata)            |       |    | 0        |
| Final (Copa Oro)              |       |    | 0        |
| Total                         | -     | -  | 0        |